# Соловьёв, Алексей Андреевич
Алексей Андреевич Соловьёв (род. 8 сентября 1994, Санкт-Петербург) — российский хоккеист.

## Биография
Родился в Санкт-Петербурге (по другим данным — в Москве). Играл в московских хоккейных школах «Пингвины» (2002—2004), «Русь» (2004—2006), ЦСКА (2006—2011).
В 17 лет уехал в США, где выступал за юниорские команды Техаса Alliance Bulldogs (Ирвинг, USA Hockey, 2011/12), а также за франшизу в NAHL «Тексас Торнадо» (Фриско, 2012/13) и «Лоун Стар Брахмас» (Норт-Ричланд-Хиллс, 2013/14 — 2014/15). Играл в NCAA за команду Университета Бентли (Уолтем, Массачусетс; 2015/16 — 2018/19). Сезон 2019/20 провёл в команде ECHL «Атланта Гладиаторс».
9 мая 2020 года заключил однолетний двусторонний контракт с клубом КХЛ «Авангард» Омск. В октябре-декабре провёл 12 игр за аффилированный клуб «Металлург» Новокузнецк в ВХЛ. 13 ноября в гостевом матче против «Сибири» (4:1) дебютировал в КХЛ. Провёл 13 игр в регулярном чемпионате, одну в плей-офф и стал обладателем Кубка Гагарина.
Проведя в начале следующего сезона пять матчей в ВХЛ за «Омские крылья», перешёл в команду чемпионата Чехии «Витковице», подписав соглашение до конца сезона. 11 мая 202 года заключил однолетний контракт с клубом КХЛ Сибирь. 1 мая 2023 перешёл в «Адмирал», подписав однолетнее соглашение. 3 мая 2024 года перешёл в «Авангард».

## Статистика
В КХЛ сыграл 114 матчей, забросил 7 шайб, сделал 19 передач, набрал 38 минут штрафа, показатель полезности «-18».
В ВХЛ сыграл 17 матчей, забросил одну шайб, сделал 6 передач, набрал 10 минут штрафа, показатель полезности «+12».
В разных лигах сыграл 527 матчей, забросил 55 шайб, сделал 136 передач, набрал 335 минут штрафа.